# Paraba piriana
Paraba piriana ist eine brasilianische Art der Landplanarien.

## Merkmale
Paraba piriana hat einen lanzenförmigen Körper, der im Ruhezustand eine Länge von 20 Millimetern und eine Breite von 3 Millimetern erreicht. Der Rücken ist konvex geformt und der Bauch ist abgeflacht. Der Rücken hat eine weißliche Grundfärbung. Auf den ersten 2 Millimetern sind die Körperränder schwarz. In der Mitte verläuft ein breiter (ca. ein Drittel der Körperbreite), einfarbig schwarzer Streifen, der kurz vor dem Hinterende endet. Seitlich des Mittelstreifens verlaufen mit etwas Abstand zwei breite Banden, die sich aus vielen länglichen Flecken zusammensetzen. Diese Flecken sind im vorderen Rückenbereich rotbraun und lang, zum Körperende hin dunkelbraun, kürzer und enger angeordnet. Am Vorder- und Hinterende sowie zwischen Mittellinie und Seitenbanden ist die weiße Grundfärbung erkennbar. Die Bauchseite ist am Vorderende und an den Rändern grau, ansonsten weiß. Viele Augen verteilen sich vom Vorder- bis zum Hinterende entlang der Körperränder. Die breite Kriechsohle nimmt mehr als 90 % der Körperbreite ein.
Der Kopulationsapparat weist eine zylindrische, horizontale Penispapille in einem ungefalteten Atrium genitale auf. Das weibliche Atrium ist nach vorne hin schmal, nach hinten hin abgerundet.

## Etymologie
Das Artepitheton piriana stammt ebenfalls aus der Tupi-Sprache und bedeutet längsgestreift, was sich auf die Körperfärbung bezieht.

## Verbreitung
Die Art wurde im Nationalpark Serra dos Órgãos im brasilianischen Bundesstaat Rio de Janeiro entdeckt. Der Fundort ist vor allem mit einem Wald bedeckt, in dem feuchtigkeitstolerante Pflanzen wachsen.